# Ematurga amitaria
Ematurga amitaria là một loài bướm đêm trong họ Geometridae.